# Jacques Necker

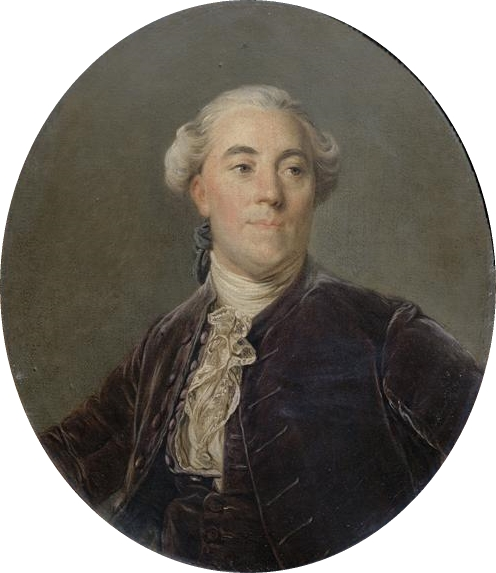
Porträt des Jacques Necker von Joseph Siffred Duplessis (1725–1802).
Neckers Unterschrift:

Jacques Necker (* 30. September 1732 in Genf, République de Genève; † 9. April 1804 in Genf, Département Léman) war ein Genfer Bankier und
Finanzminister unter Ludwig XVI. Er war mit der Salonnière Suzanne Curchod verheiratet und der Vater von Germaine de Staël.

## Anfänge

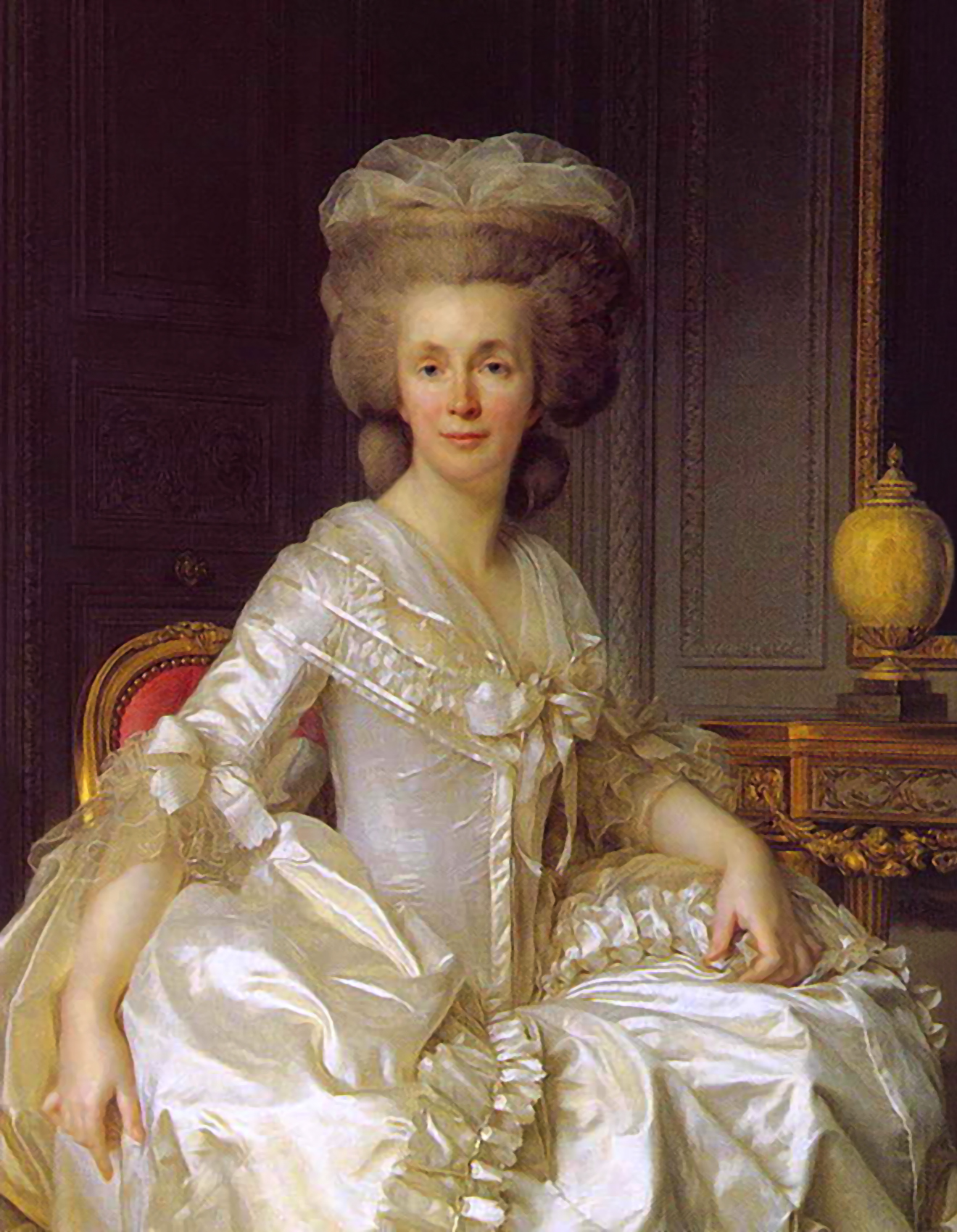
Porträt der Suzanne Curchod von Joseph-Siffred Duplessis (1725–1802)

Neckers Vater, Karl Friedrich Necker (1686–1762), stammte aus Küstrin in Brandenburg und war Professor der Rechtswissenschaften. Nach der Veröffentlichung einiger Schriften über internationales Recht berief ihn die Académie de Genève zum Professor für öffentliches Recht. Schließlich wurde er auch Bürger der Republik Genf. Seine Mutter war Jeanne Gautier (* 1692). Das Paar war seit dem 7. Januar 1726 verheiratet und bekam gut zwei Jahre vor Jacques einen älteren Sohn, Louis Necker.
Jacob Vernet (1698–1789), ein Kollege von Neckers Vater an der Académie de Genève, vermittelte 1748 dessen Sohn Jacques eine Lehrstelle bei der Genfer Niederlassung der Pariser Bank „Labhard, Vernet & Cie“, deren Mitinhaber Vernets Bruder, Isaac Vernet (1700–1773), war. Nach seinem Lehrabschluss begann Jacques Necker 1750 in Paris am Hauptsitz der Bank „Labhard, Vernet & Cie“ als Angestellter zu arbeiten. Die Kundschaft der Bank umfasste zahlreiche prominente Persönlichkeiten und Institutionen, darunter die noch von Vernet persönlich geworbene Bank Leu aus Zürich. Nachdem Vernets Geschäftspartner, Jean-Henri Labhard, 1753 gestorben war, wandelte Vernet die Bank 1756 in eine Kommanditgesellschaft um und nahm seine zwei tüchtigsten Angestellten als Mitgesellschafter auf: Neben Jacques Necker war dies Georges-Tobie de Thellusson (1728–1776), der ebenfalls aus Genf stammte und ein Nachkomme des Bankiers Isaac de Thellusson war. Die Bank bestand unter dem Namen „Thellusson, Necker & Cie.“ bis 1770. Thellusson beaufsichtigte die Zweigstelle in London, während Necker die Geschäfte in Paris führte. Beide Partner wurden durch dem Finanzministerium erteilte Darlehen und durch Spekulation mit Getreide reich.
Im Jahr 1763 verliebte sich Necker in Madame de Verménou, die Witwe eines französischen Offiziers. Bei einem Besuch in Genf begegnete er schließlich Suzanne Curchod, der Tochter eines Pastors aus der Nähe von Lausanne (die vorher mit dem Historiker Edward Gibbon verlobt gewesen war), brachte sie 1764 nach Paris und heiratete sie. Sie ermutigte ihren Mann, eine öffentliche Laufbahn einzuschlagen.
Necker wurde Syndikus oder Direktor der französischen Ostindienkompanie. Nachdem er dort seine finanziellen Fähigkeiten im Management unter Beweis gestellt hatte, verteidigte er sie 1769 in einer geschickten Abhandlung gegen die Angriffe von André Morellet. Inzwischen versammelte Madame Necker die wichtigsten Vordenker der Aufklärung aus der politischen, finanziellen und literarischen Welt von Paris in ihrem Salon; ihre Freitage wurden ebenso stark frequentiert wie die Montage der Madame Geoffrin und die Dienstage der Madame Helvétius. Im Jahr 1773 gewann Necker für eine Lobrede auf Jean-Baptiste Colbert den Preis der Académie Française, und 1775 veröffentlichte er seinen Essai sur la législation et le commerce des grains, in denen er die Freihandelspolitik von Anne Robert Jacques Turgot angriff.

## Finanzminister unter Ludwig XVI.

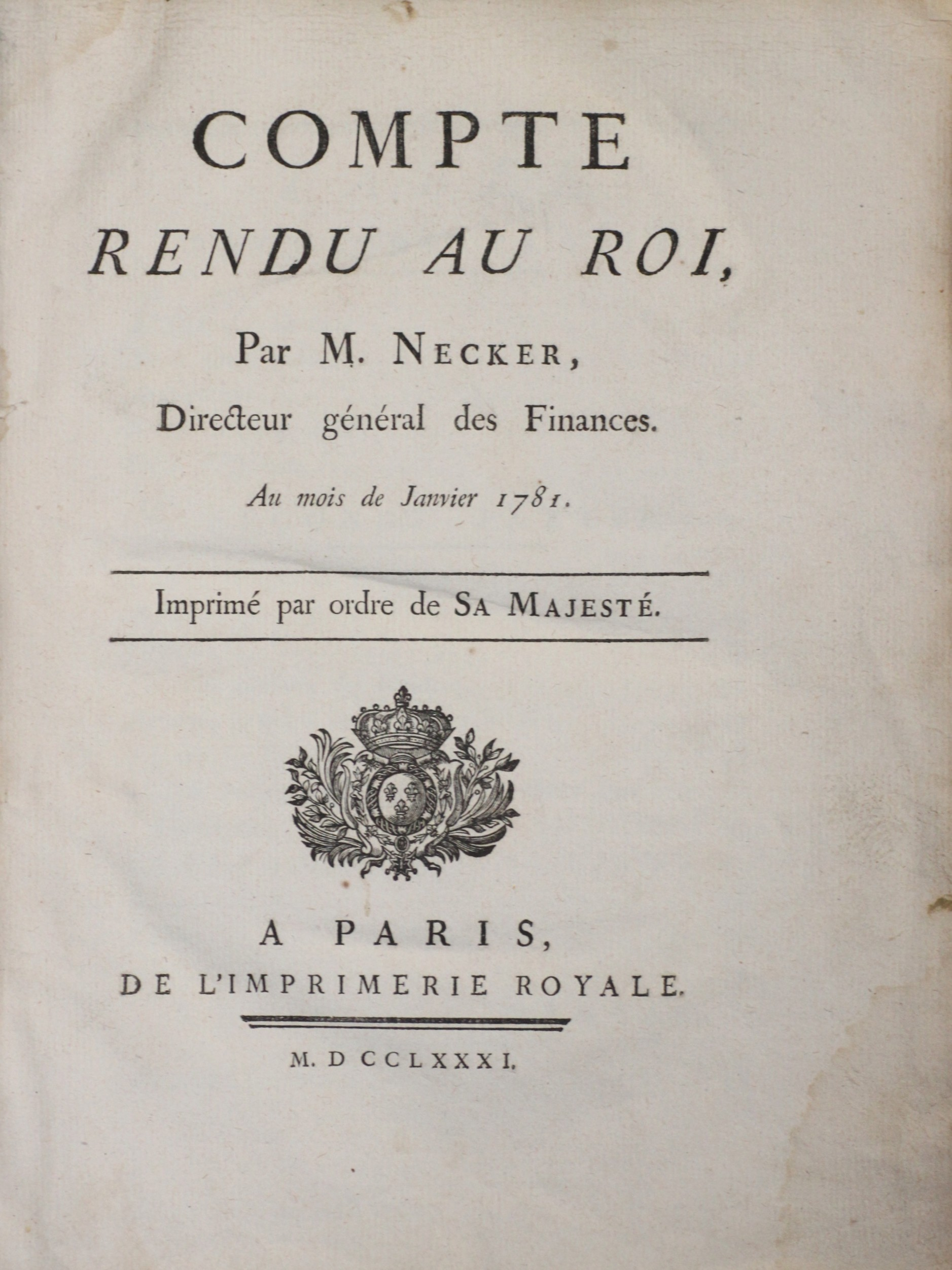
Compte rendu au roi (1781) Edition originale

Seine Gattin glaubte nun, er könne als großer Finanzier reüssieren, worauf er seinen Anteil an der Bank an seinen Bruder Louis abgab. Im Oktober 1776 wurde er von Ludwig XVI. zum Finanzminister Frankreichs (Contrôleur général des finances) ernannt, zunächst nur mit dem Titel eines Direktors der Schatzkammer und vom 29. Juni 1777 bis zum 19. Mai 1781 als Generaldirektor der Finanzen, directeur général des finances. Er versuchte die Finanzen wieder in geregelte Bahnen zu lenken, indem er die taille genannte Kopfsteuer gleichmäßiger verteilte, den vingtième d’industrie abschaffte und gemeinnützige Pfandleihen, monts de piété, einrichtete.
Seine wichtigste finanzpolitische Maßnahme war der Versuch, die französischen Schulden sowie die Einführung von Jahresrenten unter Bürgschaft durch den Staat zu finanzieren. Die Anwendung der Finanzierungsmaßnahmen war zu schwierig, um innerhalb kurzer Zeit durchgeführt zu werden, und Necker wies nur auf die zu befolgenden Leitlinien hin, anstatt den Vorgang zu vollenden. In all diesen Dingen behandelte er die französischen Finanzen mehr als Bankier denn als kompetenter politischer Ökonom. An Turgot, den berühmtesten Ökonomen seiner Zeit, reichte er nicht heran. Politisch tat der von den Ideen der Aufklärung beeinflusste Generaldirektor der Finanzen nicht viel, um die sich anbahnende Revolution abzuwenden, und seine Gründung von Provinzversammlungen war nur eine vorsichtige Anwendung von Turgots ausgefeiltem Plan zur Neuorganisation der Verwaltung Frankreichs. Immerhin betrieb er 1780 erfolgreich die Abschaffung der Folter.
Im Jahr 1781 verfasste Necker seinen Compte rendu au roi, einen Bericht an den König über die Staatsfinanzen. Über diesen Bericht erhielt auch erstmals die Öffentlichkeit Einblick in die staatlichen Einnahmen und Ausgaben.

## Entlassung und Verbannung
Im Jahr 1781 wurde Necker aus seinem Amt entlassen; seine Absetzung ist jedoch weniger seinem Bericht als dem Einfluss von Marie-Antoinette zuzuschreiben, deren Pläne zugunsten Adrien-Louis de Bonnières er vereitelt hatte.
Seinen Ruhestand verbrachte Necker am Genfer See, wo er Ende 1783 für eine halbe Milillion Livre von Pierre-Germain de Thellusson (Sohn von Neckers verstorbenen Geschäftspartner George-Tobie de Thellusson) die Freiherrschaft Coppet mit Schloss, Ländereien und den damit verbundenen Adelstitel eines Barons erworben hatte. Zusätzlich kaufte er auch die benachbarten Herrschaften von Berolle und Bière.
Auf Schloss Coppet beschäftigte Necker sich mit Literatur und mit seinem einzigen Kind, seiner 1766 geborenen Tochter, Anne Louise Germaine, die 1786 den Botschafter Schwedens heiratete und so Madame de Staël wurde.
Necker äußerte sich weiterhin zu französischen Staatsangelegenheiten und wurde 1787 wegen seines Angriffs auf seinen Nachfolger Charles Alexandre de Calonne mittels eines lettre de cachet aus Paris verbannt.

## Französische Revolution

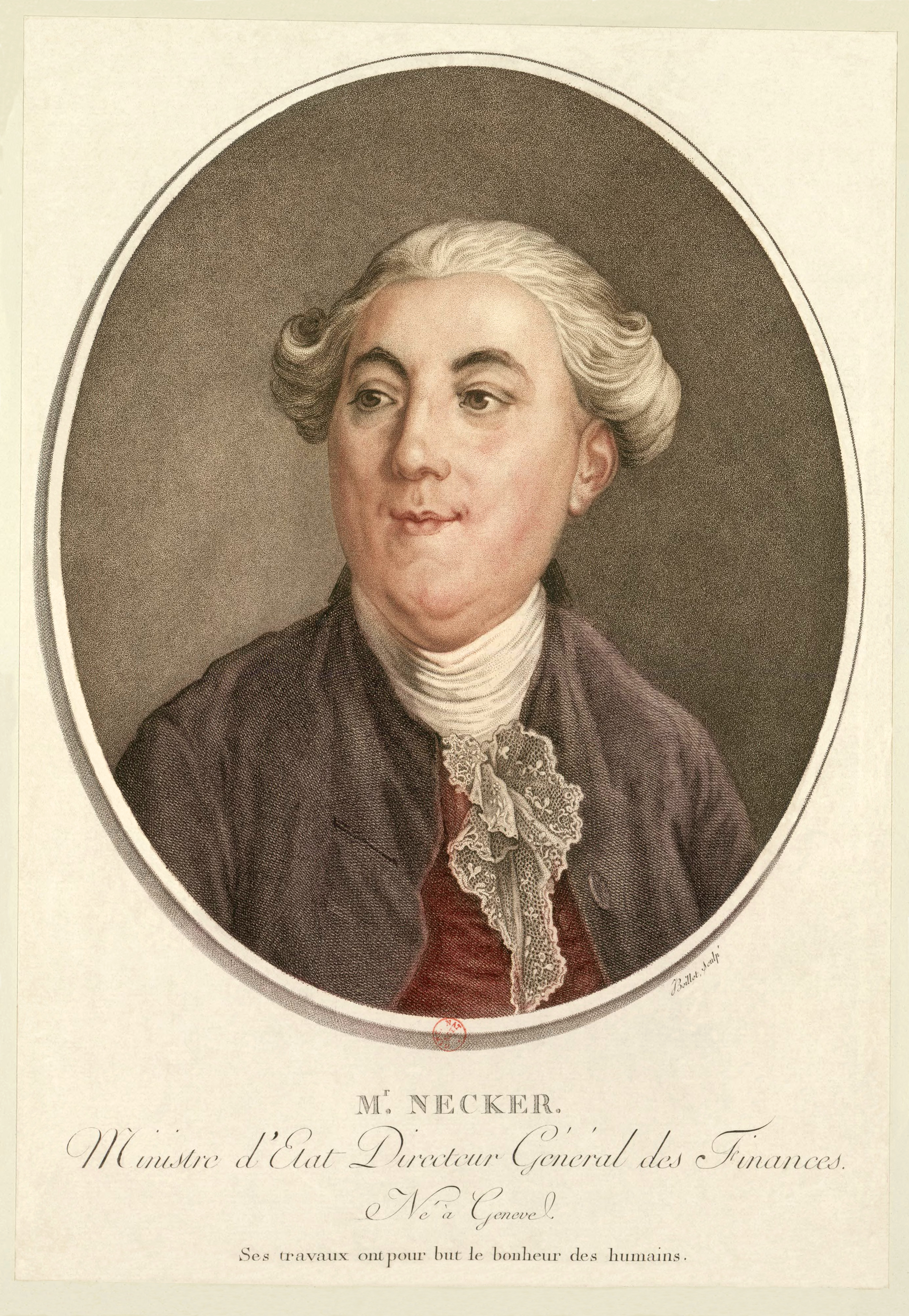
Necker 1789

Die Bedeutung, die die öffentliche Meinung in der Französischen Revolution erlangen sollte, zeigte sich bereits 1788. Auch unter Einfluss des literarischen Salons seiner Frau galt Necker als der einzige Minister, der das Defizit stoppen könne, und wurde im September erneut zum Generaldirektor der Finanzen ernannt.
Er beendete die Revolte in der Dauphiné, indem er die dortige Versammlung legalisierte, und bereitete dann die Einberufung der Generalstände von 1789 vor. In den ersten Monaten des Jahres wurde er als der Retter Frankreichs angesehen. Sein Verhalten beim ersten Zusammentreten der Generalstände zeigte jedoch, dass er sie ausschließlich als Versammlung betrachtete, die Geld bewilligen, jedoch keine Reformen auf den Weg bringen sollte. Da die Einberufung der Generalstände und die doppelte Stimmenanzahl des Dritten Standes auf seine Empfehlung zustande kamen und da er zugelassen hatte, dass die Stände gemeinsam beraten und abstimmen durften, wurde er vom Königshof als Auslöser der Revolution betrachtet, und am 11. Juli wurde ihm befohlen, Frankreich zu verlassen.
Seine Entlassung trug sehr zum Sturm auf die Bastille bei, woraufhin der König ihn abermals zurückberief. In jeder Stadt, durch die er reiste, wurde er mit Freude aufgenommen. Er weigerte sich, mit Gabriel de Riqueti, Comte de Mirabeau und Marie-Joseph Motier, Marquis de La Fayette zusammenzuarbeiten, und veranlasste den König im September, das aufschiebende Veto zu akzeptieren, durch das er sein Hauptvorrecht verlor. Im Erlass vom 7. November bestand er jedoch darauf, dass die Minister nicht von der Versammlung gewählt werden durften. Finanzpolitisch wandte er sich gegen extreme Maßnahmen wie die Ausgabe der Assignaten. Sein Ansehen schwand, und im September 1790 trat er von seinem Amt zurück.

## Letzte Jahre

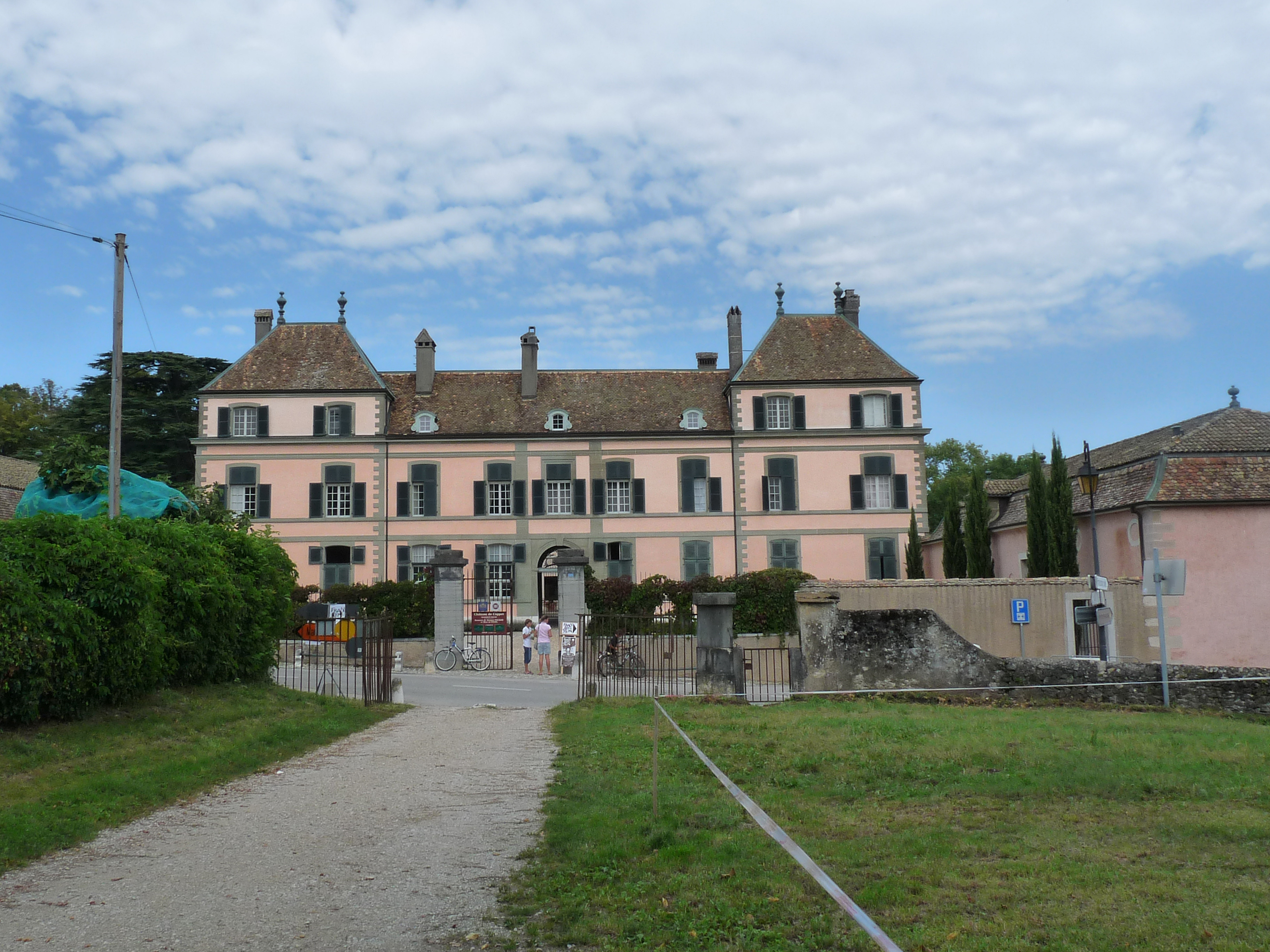
Château de Coppet am Genfer See

Nur mit Mühe erreichte Necker Coppet am Genfersee. Hier beschäftigte er sich fortan mit Literatur. Nach dem Tod seiner Frau im Jahr 1794 lebte er zusammen mit seiner Tochter, Madame de Staël, und seiner Nichte, Albertine Necker de Saussure, abseits der Politik. Vorübergehend sorgte ein Vorstoß französischer Truppen 1798 für Unruhe, und Necker verbrannte die meisten seiner politischen Schriften. Er starb im Jahr 1804 in Coppet.

## Ehrungen
- Eine von Jean-François de La Pérouse entdeckte Insel der Hawaii-Gruppe wurde ihm zu Ehren „Île Necker“ getauft.

## Werke
- Réponse au mémoire de M. l’abbé Morellet sur la Compagnie des Indes, 1769
- Éloge de Jean-Baptiste Colbert, 1773
- Sur la Législation et le commerce des grains, 1775
- Mémoire au roi sur l’établissement des administrations provinciales, 1776
- Lettre au roi, 1777
- Compte rendu au roi, 1781 (Digitalisat)
- De l’Administration des finances de la France, 1784, 3 vol. in-8° Digitalisat
- Correspondance de M. Necker avec M. de Calonne. (29 janvier-28 février 1787), 1787
- De l’importance des opinions religieuses, 1788
- Sur le compte rendu au Roi en 1781. Nouveaux éclaircissements. A Paris, Hotel de Thou, 1788
- De la Morale naturelle, suivie du Bonheur des sots, 1788
- Supplément nécessaire à l'importance des opinions religieuses, 1788
- Sur le compte rendu au roi en 1781. Nouveaux éclaircissements, 1788
- Rapport fait au roi dans son conseil par le ministre des finances, 1789
- Derniers conseils au roi, 1789
- Hommage de M. Necker à la nation française, 1789
- Observations sur l’avant-propos du « Livre rouge », v. 1790
- Opinion relativement au décret de l’Assemblée nationale, concernant les titres, les noms et les armoiries, v. 1790
- Sur l’administration de M. Necker, 1791
- Réflexions présentées à la nation française sur le procès intenté à Louis XVI, 1792
- Du pouvoir exécutif dans les grands états. Tome premier; Tome second, 1792
- Réflexions présentées à la nation française, sur le procès intenté a Louis XVI, 1793
- De la Révolution Françoise. Tome premier; Tome second; Tome troisieme; Tome quatrieme, 1796
- Cours de morale religieuse. Tome premier; Tome deuxième; Tome troisième, 1800
- Dernières vues de politique et de finance, offertes à la Nation française, 1802
- Œuvres complètes de M. Necker. Tome premier; Tome second; Tome troisième; Tome quatrième; Tome cinquième;  Tome sixième; Tome septième; Tome huitième; Tome neuvième; Tome dixième; Tome onzième; Tome douzième; Tome treizième; Tome quizième. Publiées par m. le Baron de Staël. Paris: Treuttel et Würtz, 1820–1821
- Histoire de la Révolution française, depuis l’Assemblée des notables jusques et y compris la journée du 13 vendémiaire an IV (18 octobre 1795), 1821